# Anonychomyrma nitidiceps
Espèce
Répartition géographique
Anonychomyrma nitidiceps est une espèce de fourmis du genre Anonychomyrma.

## Description
Anonychomyrma nitidiceps a une tête qui n'a pas de soies érigées sur les côtés de la capsule céphalique, a un sommet profondément concave ; la capsule de la tête est aussi longue que large. Les mandibules sont généralement brunes ou orange, contrastant avec la tête plus foncée. Elle a un mésonotum en forme de dôme.

## Répartition
Anonychomyrma nitidiceps est présente dans le sud-ouest et du sud de l'Australie.
Anonychomyrma nitidiceps se trouve dans les zones forestières humides à semi-arides (et est moins commune dans les forêts tropicales).

## Écologie
Anonychomyrma nitidiceps niche soit dans un sol recouvert ou non de couvertures, soit dans un bois mort ou vivant. Les ouvrières fouillent dans des sentiers bien visibles au sol et sur des troncs d'arbres.
Elle semble être un prédateur général et collecte également des jus de plantes. Si elle est dérangée, cette espèce émet un panache d'odeurs facilement détectable à plusieurs mètres de distance.
Le papillon Paralucia aurifer et Anonychomyrma nitidiceps forment une relation symbiotique complexe avec la plante Bursaria spinosa. Le papillon pond ses œufs sur la face inférieure des feuilles et les chenilles se nourrissent des feuilles avant de s'enfouir dans le sol au pied de la plante. La fourmi creuse des cavités dans le sol où les chenilles dorment puis se transforment en nymphes, et l'accompagnent pendant que la nymphe se nourrit. On pense que la fourmi se nourrit des sécrétions des chenilles.

## Source de la traduction
- (en) Cet article est partiellement ou en totalité issu de l’article de Wikipédia en anglais intitulé « Anonychomyrma nitidiceps » (voir la liste des auteurs).